# Пластик Бертран
Пласти́к Бертра́н (фр. Plastic Bertrand, настоящее имя — Роже Мари Франсуа Журе (фр. Roger Marie François Jouret), род. 24 февраля 1954 года) — бельгийский музыкант, продюсер, издатель и телеведущий, наиболее известный своим хит-синглом Ça plane pour moi.

## Биография

### Ранние годы. Начало карьеры
Пластик Бертран родился в Брюсселе; его отец по национальности француз, мать — украинка. В возрасте девяти лет он начал играть на ударных инструментах и петь в группе The Buffalo Scouts Band, которую он организовал вместе со своими приятелями-бойскаутами. Группа исполняла кавер-версии песен Rolling Stones. Позже он создал коллектив под названием "The Pelicans" (затем стали называться "Passing the Time"), игравший на вечеринках, в клубах и на фестивалях в Бельгии и Нидерландах. После этого Пластик Бертран нанялся на работу на пиратскую радиостанцию Radio Veronica.
Пластик Бертран продолжил своё образование в Музыкальной академии, где изучал теорию музыки; готовясь поступить в Королевскую музыкальную консерваторию, он проучился один год в институте Сен-Люк, где занимался изучением дизайна.В 1973 он поступил в консерваторию.
Заинтересовавшись панк-рок движением, Пластик Бертран создал в 1974 группу Hubble Bubble. Выступления и репетиции он совмещал с учёбой в консерватории и работой менеджера сцены в "Театр де Галери". В 1978 Hubble Bubble выпустили свой первый альбом — Hubble Bubble. Пластик Бертран представлен на обложке под сценическим именем "Роже Жюниор". Бас-гитарист Hubble Bubble был убит в инциденте, случившимся, когда он возвращался домой с репетиции, и группа вскоре распалась. В дискографии  Hubble Bubble всего два альбома. Менеджер группы, Бернар Шоль, представил Пластика Бертрана (тогда он все-ещё звался "Роже Журе") Лу Депрейку, который только что записал композицию "Ça plane pour moi" и сам исполнил партию вокала. Представителей звукозаписывающей компании RKM не устраивал имидж Депрейка и они искали более привлекательного артиста для презентации сингла.

### Дальнейшая работа
В 1977 году Пластик Бертран начал свою сольную карьеру как исполнитель международного хита «Ça plane pour moi», хотя в действительности, как уже было сказано, эту песню написал (текст Ивана Лакомбле), спел и спродюсировал Лу Депрейк. Пластик Бертран получил только 0.5% гонорара. Эта композиция имела большой успех и стала "классикой" панка/новой волны. Было продано 950 000 экземпляров сингла во всем мире. Адаптации этой композиции записали многие исполнители, среди них: французская глэм-метал-группа  BlackRain, Telex, Sonic Youth, Presidents of the United States of America , Thee Headcoatees, The Lost Fingers, Maeder, Savage Circus, певица Leila K, the Damned, Nouvelle vague ,David Carretta, Akustikrausch, Wanastowi Vjecy, The Clovers, немецкая группа The BossHoss, Mr. Ed Jumps the Gun, Los banditos, Les Glomagettes, Пиглу, LTNO and The Dead Sexy, Inc, Hemmi Gunn,  Lost Acapulco, Ричард Томпсон, Ким Уайлд,The Gaa Gaas, Vampire Weekend и  U2 (на фестивале в  Каннах в 2007 году). Группа Metallica иногда исполняет эту композицию.
Песня «Ça plane pour moi» в исполнении Пластика Бертрана прозвучала в программе «Мелодии и ритмы зарубежной эстрады» советского Центрального телевидения в августе 1979.
Пластик Бертран отправился вместе с Лу Депрейком в гастрольный тур по Европе, Австралии и Северной Америке; он стал одним из немногих франкофонных артистов, попавших в чарт журнала "Билборд". Он также появился в качестве ведущего во множестве популярнейших телевизионных программ, таких, как "Джекпот" на TF1, "Пункт назначения — Рождество" на France 2, "Двое за всех" (Due Per Tutti) на RAI2 и "Суперкул" на  RTBF (её он также продюсировал). Все это несмотря на то,  что вокальные партии первых трех альбомов записал Лу Депрейк.
С 1982 по 1985 Пластик Бертран обитал в Милане. В 1983 году он записал свою версию международного хита "Major Tom" немецкого синти-поп-исполнителя Петера Шиллинга. Вместе с Даниелем  Балавуаном и участницей группы ABBA Анни-Фрид Лингстад, он принял участие в  музыкальной сказке для детей "Аббакадабра" (Abbacadabra,роль Пиноккио). В начале 80-х годов он начал сниматься в фильмах («Необходимая самооборона» (Légitime Violence),Baoum).
В 1987 году Пластик Бертран выступил на конкурсе "Евровидение" от Люксембурга с песней "Amour Amour", которая не произвела впечатление на жюри и получила 4 балла (21-е место из 22-х).
В 1997, спустя двадцать лет после выхода сингла "Ça plane pour moi", Пластик Бертран появился перед публикой, когда на MTV объявили его "исполнителем, возвращение которого больше всего ждали". Музыкант принял участие во множестве  европейских телевизионных программ .
В 2001 Пластик Бертран выступал с гастролями в Бельгии, Франции, Швейцарии и Германии. Он также принял участие в шоу "Евромусор" на Channel 4 и разговорном шоу "Кларксон" на BBC2.
В 2002 он получил новый контракт и записал 8-й по счету альбом Ultraterrestre. В сентябре и ноябре того же года он проводил конкурс талантов "Star Academy" на RTL-TVI.
В марте 2003, отмечая двадцатипятилетие начала сольной карьеры, Пластик Бертран выступил с концертом в "Сирк Руояль" в Брюсселе, где в сопровождении филармонического оркестра исполнил новые песни и старые хиты.

## Дискография

### Студийные альбомы
1. 1978 AN1
2. 1979 J'te fais un plan
3. 1980 L' Album
4. 1981 Plastiquez vos baffles
5. 1983 Chat va...Et Toi?
6. 1988 Pix
7. 1994 Suite diagonale
8. 2002 Ultraterrestre
9. 2009 Dandy Bandit

### Сборники
- 1981 Grands succès/Greatest Hits

### Синглы
- 1975 "New Promotion/You'll Be The One"
- 1977 "Ça plane pour moi/Pogo Pogo"
- 1978 "Bambino/Le Petit Tortillard"
- 1978 "Super Cool/Affection"
- 1978 "Sha La La La Lee/Naif Song"
- 1978 "Tout petit la planète/C'est le Rock'N'Roll"
- 1979 "Tout petit la planète /J'te fais un plan/Hit 78"
- 1979 "Sentimentale moi/Quais Quais Quais Quais"
- 1979 "Sentimental me/Sentimentale moi"
- 1979 "Le Monde est merveilleux/ J'te fais un plan "
- 1979 "Sans Amour/Plastic Boy"
- 1979 "Téléphone à téléphone mon bijou/Stop ou encore"
- 1980 "Téléphone à téléphone mon bijou /Kangourou Kangourou"
- 1980 "Hula Hoop/Amoureux fou de toi"
- 1981 "Jaques Cousteau/Paradis"
- 1981 "La Star à pécole/Baby Doll/Coeur D'acier"
- 1982 "L'amour Ok/New York/Coeur d'acier/Stop ou encore"
- 1982 "Ping Pong/Coeur D'Acier"
- 1982 "Duo Avec Nathalie"
- 1983 "Arret d'autobus/Mon Nez, mon nez"
- 1983 "Chat/Fou des Fifties"
- 1983 "Major Tom/Miss Italie"
- 1983 "Gueule d'amour/Down Town"
- 1985 "Astérix est Là/Le Secret du druide
- 1986 "Je l'jure/La Fille du premier rang"
- 1986 "Let's Slow Again/Toujours plus haut"
- 1987 "Amour, Amour"
- 1988 "Démente a la menthe"
- 1989 "Slave To The Beat/Plastiiic Acid Mix"
- 1990 "Sex Tabou"
- 1991 "House Machine/Club Control feat. Plastic Bertrand"
- 1994 "Les Joueurs de Tchik Tchik"
- 2002 "Play Boy/Canape"
- 2003 "Plastcubration/Tous, Touchez-vous"
- 2005 "Machine/Remixes"

### Группа Hubble Bubble

#### Альбомы
1. 1976 Hubble Bubble
2. 197?     Faking